# Singo ulung

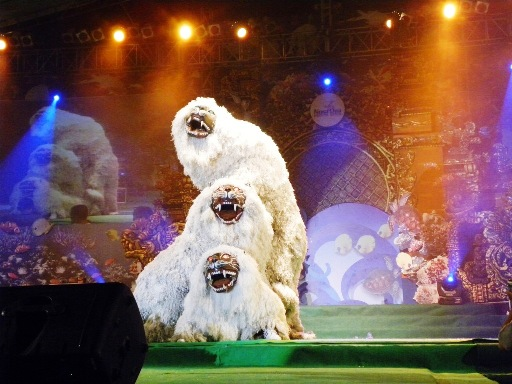
Singo ulung

Singo ulung est une danse traditionnelle de la région de Bondowoso, dans la province indonésienne de Java oriental. Elle porte le nom de Singo, le premier chef du village voisin de Blimbing selon la tradition.
Singo ulung est accompagnée d'une musique destinée à impressionner les spectateurs. Elle est exécutée à Blimbing lors de la cérémonie annuelle du bersih desa, rite de purification du village au cours duquel sont honorés Sri, la déesse du riz, l'esprit tutélaire du village, ainsi que le cikal bakal ou fondateur mythique du village, qui se déroule lors du mois musulman de Sya'ban (Shaban) ou Ruwah.
Singo ulung est également exécutée lors des fêtes pour l'anniversaire de la fondation de Bondowoso, le 16 août.